# Hård af Torestorp
Hård af Torestorp är en svensk adlig ätt. 

## Historia
Frälsesläkt från Småland, känd sedan 1490 genom Olof Pedersson (troligen död 1501) till Böjeryd i Gryteryds socken. Ätten har gemensamt ursprung med adliga ätten Hård af Segerstad nummer 17. Ätten utgår därifrån genom den bekante väpnaren Bengt Hård (nämnd 1517). 
Ätten Hård, bestående av båda grenarna, introducerades mellan 10 mars och 4 april, år 1625 i tredje klassen, svenneklassen, genom lottning under dåvarande nummer 26, nuvarande nummer 60.
De båda ätterna Hårds äldsta kända stamfader på raka fädernet är en Erland Jönsson, som kallas Liljesparre på grund av det heraldiska vapen som han antas ha fört. Denne är emellertid endast känd genom genealogier från 1500-talet. En ättling till denne, Olof Pedersson (död 1501) förde en liljesparre i sitt vapen, och var gift med Gunnil Laurensdotter.
Släktnamnet Hård kommer från hustrun. Hennes far var Laurens Joansson Hård, och skrev sig till Kallset i Villstads socken. Denne förde en sparre i vapnet. Sonen Bengt blev stamfader för ätten Hård af Torestorp.
Dennes bror Peder Hård nämns 1501 i ett rättsmål angående bördsrätten till Landbotorp i Håksviks socken. Han var gift med Karin, en dotter till hövitsmannen Tord Björnsson (Store). Från deras yngre son, Bengt Hård härstammar alla medlemmar av ätten Hård af Torestorp.
Vid introduktionen 1625 fick två grenar av släkten Hård samma nummer. Denna ätt fick i riddarhusstamtavlorna 1766, tillägget "af Torestorp", för att den skulle kunna särskiljas från den andra ätten Hård, vilken kom att benämnas Hård af Segerstad med nummer 26. Tydligare gjordes en insatts 18 april, år 1771  i Torestorpättens vapenbild med en brisyr i form av en blå fransk lilja mellan hornen på oxhuvudet för att åtskilja de båda ätterna Hårds identiska vapen.
Segerstads grenen uppflyttades den 4 oktober, år 1650 genom ett beslut (som senare skulle visa sig byggde på ett missförstånd) oriktigt i andra klassen, riddarklassen, under nuvarande nummer 17, varvid Torestorps grenen kvarblev under nuvarande nummer 60. Emellertid kom detta rum att uteslutas i senare matriklar, då man av misstag fört alla medlemmar till det lägre numret. Numret återställdes dock genom beslut den 24 juli, år 1766.
Ett flertal ättemedlemmar har överflyttat till USA som de nedan redovisade yngre grenarna, förutom den fjärde. Ytterligare ättemedlemmar fortlever i USA. En del medlemmar av ätten Hård af Torestorp skriver sig Palm, Skoglund och Valerius.

## Vapnets förändring

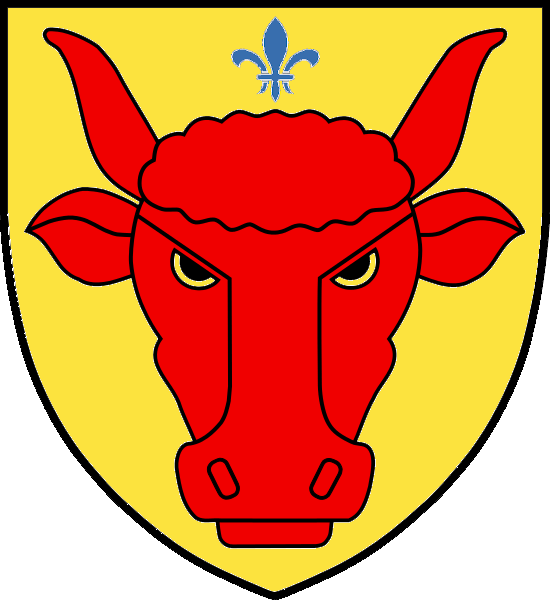
Sköldmärke.

Vapnet är ett rött oxhuvud med en lilja (fransk lilja) mellan vesselhornen på oxhuvudet, i gyllene fält.

Vapnet gavs 1771 av dåvarande huvudmannen Nils Hård, med Riddarhusets medgivande, en brisyr i form av ett bitecken i form av en fransk lilja mellan hornen på oxhuvudet, för att skilja ättens vapen från ätten Hård af Segerstad
| ”                                     | Beträffande ätten Hård af Torestorps vapen annonserade dåvarande huvudmannen för ätten i Inrikes tidningar 1771, nr 31, att han, som låtit måla ny sköld på riddarhuset, med riddarhusdirektionens medgivande »försett den med ett bitecken för att skilja den från Hård af Segerstad: en liten blå fransk lilja mellan hornen på det röda oxhuvudet dock endast i skölden men ej på hjälmen». | „ |
| – Hård af Torestorp på adelsvapen.com | |   |